# Futboll Klub Partizani 2008-2009

## Rosa
| N. |                    | Ruolo | Calciatore       |
| -- | ------------------ | ----- | ---------------- |
| 1  | Albania (bandiera) | P     | Orges Shehi      |
| 5  | Albania (bandiera) | D     | Fatjon Tafaj     |
| 11 | Albania (bandiera) | C     | Viktor Gjyla     |
| 12 | Albania (bandiera) | P     | Dashamir Xhika   |
| 13 | Albania (bandiera) | D     | Rrahman Hallaçi  |
| 20 | Albania (bandiera) | C     | Enkel Alikaj     |
| 22 | Albania (bandiera) | C     | Dritan Babamusta |
|    | Albania (bandiera) | P     | Edvan Bakaj      |
|    | Albania (bandiera) | P     | Raimond Shala    |
|    | Albania (bandiera) | D     | Luan Pinari      |
|    | Albania (bandiera) | D     | Andrelis Pashaj  |
|    | Albania (bandiera) | D     | Renato Malota    |
|    | Albania (bandiera) | D     | Reinaldo Kalari  |

| N. |                    | Ruolo | Calciatore        |
| -- | ------------------ | ----- | ----------------- |
|    | Albania (bandiera) | C     | Armando Doda      |
|    | Albania (bandiera) | C     | Erando Karabeçi   |
|    | Albania (bandiera) | C     | Artan Karapiçi    |
|    | Albania (bandiera) | C     | Teodor Perlleshi  |
|    | Albania (bandiera) | C     | Rigers Çeka       |
|    | Albania (bandiera) | C     | Leontiev Konda    |
|    | Brasile (bandiera) | C     | Felipe Castellani |
|    | Albania (bandiera) | A     | Arbër Çapa        |
|    | Brasile (bandiera) | A     | Robson Barbosa    |
|    | Brasile (bandiera) | A     | Roma              |
|    | Albania (bandiera) | A     | Alban Dashi       |
|    | Albania (bandiera) | A     | Marius Ngjela     |